# Maclas
Maclas is een gemeente in het Franse departement Loire (regio Auvergne-Rhône-Alpes). De plaats maakt deel uit van het arrondissement Saint-Étienne. Maclas telde op 1 januari 2022 1.867 inwoners.

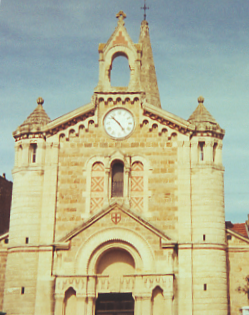
Kerk van Maclas
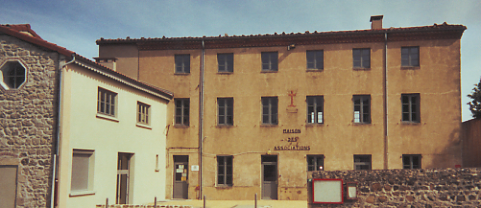
Maison des associations

## Geografie
De oppervlakte van Maclas bedroeg op 1 januari 2022 10,15 vierkante kilometer; de bevolkingsdichtheid was toen 183,9 inwoners per km².

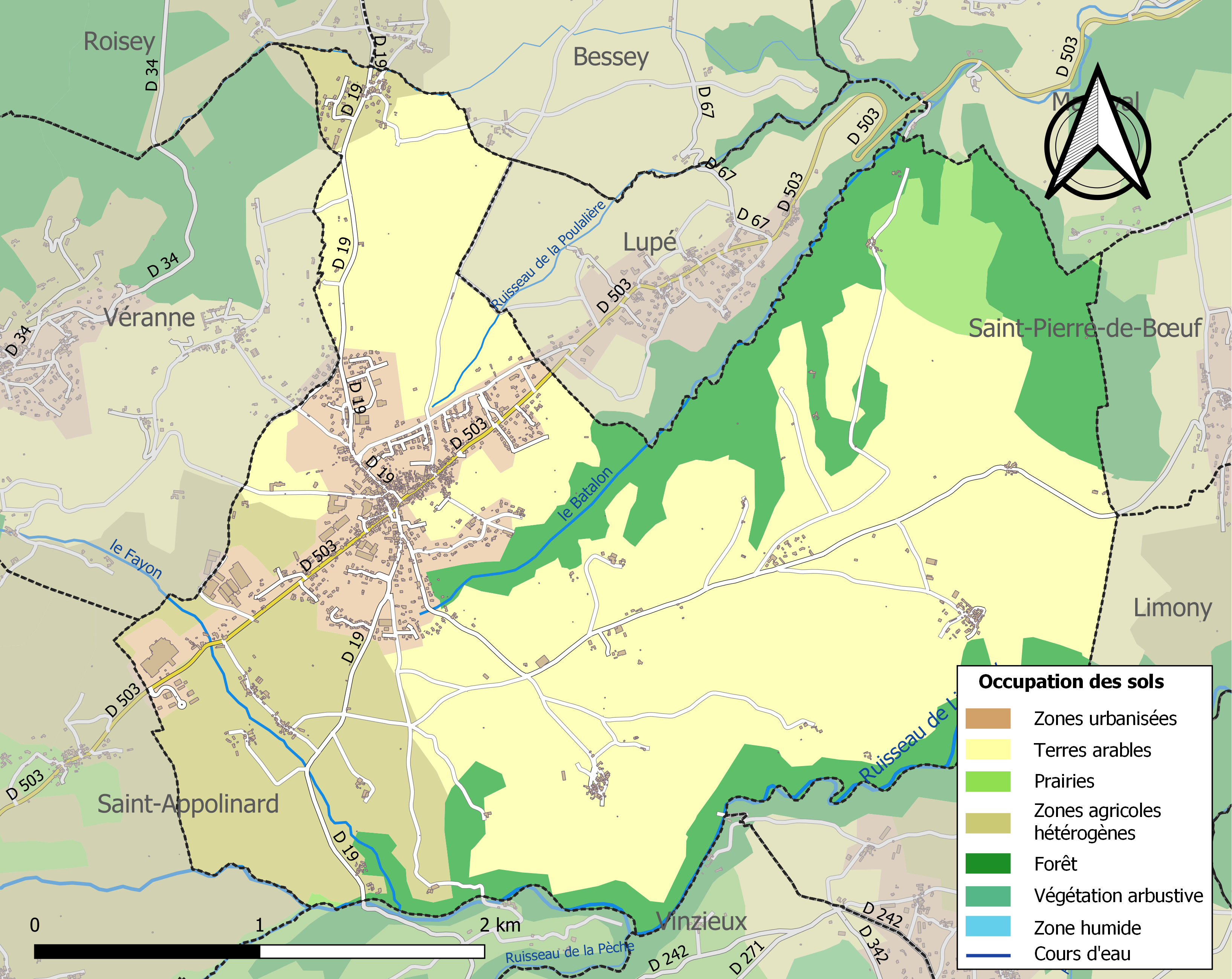
Kaart van de gemeente met de belangrijkste infrastructuur, bodemgebruik en omliggende gemeenten

## Demografie
Onderstaande figuur toont het verloop van het inwonertal (bron: INSEE-tellingen).